# Neurolepis angusta
Neurolepis angusta är en gräsart som beskrevs av Jason Richard Swallen. Neurolepis angusta ingår i släktet Neurolepis och familjen gräs. Inga underarter finns listade i Catalogue of Life.